# 2-Methoxyethylquecksilberchlorid
2-Methoxyethylquecksilberchlorid ist eine chemische Verbindung aus der Gruppe der quecksilberorganischen Verbindungen.

## Gewinnung und Darstellung
2-Methoxyethylquecksilberchlorid wird durch Umsetzung von Quecksilber(II)-acetat mit Ethen in Methanol zum (2-Methoxyethyl)quecksilberacetat und Fällung des Chlorids mit Natriumchlorid hergestellt.

## Eigenschaften
2-Methoxyethylquecksilberchlorid ist ein kristalliner weißer Feststoff, der praktisch unlöslich in Wasser ist. Er zersetzt sich bei Erhitzung.

## Verwendung
2-Methoxyethylquecksilberchlorid wird bzw. wurde als Fungizid verwendet. Die Wirkung beruht auf der Reaktion mit der Sulfhydrylgruppe in Pilzkeimen und hemmt das Wachstum. Er wurde als Wirkstoff in Flüssigbeizmitteln bzw. Feuchtbeizmitteln eingesetzt. In Kanada und den USA ist der Einsatz seit 1971 verboten. Nach der Pflanzenschutz-Anwendungs-Verordnung gilt für Quecksilber-Verbindungen in Deutschland ein vollständiges Anwendungsverbot. In Australien ist die Verwendung von 2-Methoxyethylquecksilberchlorid in Fungiziden zum Einsatz auf Zuckerrohrplantagen zugelassen. Aufgrund des Umstands, dass Australien Vertragsstaat des Minamata-Übereinkommens ist, wird die Verwendung durch Quecksilber-freie Fungizide ersetzt werden müssen.

## Sicherheitshinweise
2-Methoxyethylquecksilberchlorid zersetzt sich bei Kontakt mit Mineralsalzen unter Bildung von Ethylen, Methanol und anorganischen Quecksilbersalzen.